# ジェフリー・チュアン・チュー
ジェフリー・チュアン・チュー（Jeffrey Chuan Chu、中国語: 朱傳榘、1919年7月14日 - 2011年6月6日）は、中国天津出身のアメリカ合衆国の計算機科学者。世界初の汎用電子デジタルコンピュータ・ENIACの開発チームの一員であった。

## 経歴
1919年に天津で生まれる。
1939年に渡米し、1943年にペンシルバニア大学のENIACプロジェクトに参加した。ENIACの完成後もアルゴンヌ国立研究所の上級科学者としてAVIDACとORACLEの設計に携わり、ENIACの設計者だったジョン・プレスパー・エッカートに招かれたレミントンランドでLARCの主任設計者となった。
1962年からハネウェルに入社してHoneywell 200シリーズの開発に貢献して副社長に昇進し、ハネウェルの顧客だった日本電気（NEC）や東芝を度々訪れ、日本の友人とは終生親交を深めることになった。その後はワング・ラボラトリーズの上級副社長、SRIインターナショナルの上級顧問も務めた。
1978年、故郷がある中華人民共和国を訪問して中国の政府要人の鄧小平、王震、江沢民、李瑞環、朱鎔基と交流を重ね、中国の様々な大学と研究機関などで名誉顧問や客員教授に任じられ、上海交通大学に奨学金を設立して米中の交流に貢献した。
1981年、IEEE Computer Societyのコンピュータパイオニア賞の最初の受賞者となった。